# František Filip (politik)
František Filip (8. ledna 1865 Libeň – 30. července 1926 Praha) byl rakouský a český podnikatel, sokolský funkcionář a politik, na počátku 20. století poslanec Českého zemského sněmu.

## Biografie
Vyučil se sladovnickým pomocníkem. Ve věku cca dvaceti let odešel do USA. Naučil se anglicky, seznámil se s americkými metodami podnikání a našetřil kapitál, který po návratu do Čech investoval do restaurace U Choděrů na tehdejší Ferdinandově třídě v centru Prahy. Domovské právo ovšem měl v Libni, kde se angažoval v podnikatelských a veřejných spolcích. Byl aktivní v libeňském Sokolu a zasedal v místní obecní samosprávě. Zasadil se o připojení Libně k Praze (jako libeňský obecní starší pak přešel po sloučení s Prahou do pražské městské rady). Předsedal pražské Městské spořitelně. V květnu 1894 se oženil s Hanou Semeckých. Tehdy je uváděn jako hostinský a majitel domu v Libni.
Počátkem 20. století se zapojil i do zemské politiky. Ve volbách v roce 1901 byl zvolen v kurii městské (volební obvod Praha) do Českého zemského sněmu. Politicky patřil k mladočeské straně. Mandát obhájil ve volbách v roce 1908 (městská kurie, obvod Praha, Josefov–Stará Libeň). Na sněmu pracoval v odboru živnostenském a samosprávném. Účastnil se sněmovních polemik. Jednou, poté, co německý poslanec Josef Mayer pronesl podle Filipa urážlivý výrok na adresu českého národa, vykřikl Filip „vyhoďme ho“ a dostal se do fyzické potyčky s německým poslancem. Jinak ale podle posmrtného biografického profilu otištěného v Národních listech vynikal Filip spíše klidnou povahou. V roce 1913 skončila činnost zemského sněmu a pak za války byla omezena i činnost obecních samospráv. Filip tehdy ustoupil z politického života a setrval mimo něj až do své smrti.
Výraznou aktivitu vyvíjel v libeňském Sokolu, jehož starostou byl v letech 1900–1920. Prosadil pro Sokol získání pozemku u dnešního Horova náměstí, kde pak počátkem 20. století vyrostla sokolovna. Krátce před smrtí se ještě angažoval v snahách o postavení pomníku Janu Podlipnému v Libni. Zemřel v červenci 1926 v Libni na komplikace způsobené pádem.